# 松井治伸
松井 治伸（まつい はるのぶ、1960年6月2日 - ）は、NHKのエグゼクティブアナウンサー。現在は日本語センター出向。

## 人物
富山県富山市出身。富山県立富山高等学校を経て、東京大学卒業後、1985年に入局。
主に報道・情報系、教養番組を担当してきた。
父・松井良治は富山商船高専などでのロシア語教師だった。富山放送局長を経て、日本語センターエグゼクティブアナウンサー。
2019年4月より「ラジオ深夜便」を担当する。

## 現在の担当番組
- ラジオ深夜便 アンカー (2019年4月1日〜)

## 過去の担当番組
- イブニングネットワークおかやま（キャスター）
- くらしのジャーナル
- 630沖縄
- 生活ほっとモーニング（2000年4月〜2004年3月）
- 地球だい好き 環境新時代[3]
- デジタル連峰 イブニングアクセス富山（キャスター）
- 富山局アナウンス統括
- 業務調整、研修講師など

## リンク
- アナウンスルーム　松井治伸